# Латвийская морская академия
Латвийская морская академия (ЛМА; латыш. Latvijas Jūras akadēmija, LJA) — морская академия в Риге, Латвия. Единственное высшее учебное заведение страны, где готовят морских специалистов. Один из самых молодых государственных вузов страны. Количество учащихся — более 900. Язык обучения — латышский.

## История
Основана 1 октября 1989 года как филиал заочного отделения Калининградского института рыбной промышленности в Латвийской ССР. В июле 1990 года получила статус факультета РТУ, в январе 1993 года стала самостоятельным вузом. В том же году ЛМА была объединена с Рижским мореходным училищем, переместившись в его здание по адресу бульвар Кронвалда, 6.
В 2013 году Министерство науки и образования предложило ЛМА рассмотреть возможность объединения с Рижским техническим университетом, но объединения не произошло.

## Программы обучения
В 2016/2017 учебному году ЛМА предлагала следующие программы:

### Бакалавриат
- Отделение морского транспорта — специальности «Судоводство», «Судомеханика», «Судовая электроавтоматика»
- Отделение управления портами и судоходством — специальность «Управление портами и судоходством»

### Магистратура
- Учебная программа «Морской транспорт» с потоками «Инженерия управления морским транспортом» и «Эксплуатация морского транспорта»